# Copa Centenario de Armenia
La Copa Centenario de Armenia fue un torneo de fútbol amistoso disputado en Colombia, con motivo de los festejos por el aniversario número 100 de la fundación de la ciudad de Armenia en 1889. El torneo también sirvió para inaugurar el recién terminado Estadio Centenario de Armenia, máximo escenario deportivo de la ciudad, también se disputaron juegos en el Estadio Hernán Ramírez Villegas de Pereira.
El torneo se disputó en febrero de 1989, en él tomaron partida la selecciones andinas de Colombia, Perú y Chile, además de la selección juvenil de Colombia.

## Resultados
| Equipo          | Pts. | PJ | PG | PE | PP | GF | GC | Dif |
| --------------- | ---- | -- | -- | -- | -- | -- | -- | --- |
| Colombia        | 6    | 3  | 3  | 0  | 0  | 5  | 1  | +4  |
| Chile           | 3    | 3  | 1  | 1  | 1  | 3  | 1  | +2  |
| Perú            | 2    | 3  | 0  | 2  | 1  | 1  | 2  | -1  |
| Colombia sub-20 | 1    | 3  | 0  | 1  | 2  | 2  | 7  | -5  |

### Primera fecha
| 1 de febrero de 1989 | Chile | 0:0 | Perú | Centenario, Armenia                                       |  |
|                      |       |     |      | Asistencia: 10.024 espectadores Árbitro(s): Armando Pérez |  |

| 1 de febrero de 1989 | Colombia                                  | 3:1 (1:0) | Colombia sub-20 | Centenario, Armenia                                     |                                                         |
|                      | García 44' · de Ávila 75' · Hernández 83' |           | Osorio 52'      | Asistencia: 10.024 espectadores Árbitro(s): J.J. Torres | Asistencia: 10.024 espectadores Árbitro(s): J.J. Torres |

### Segunda fecha
| 3 de febrero de 1989 | Colombia    | 1:0 (0:0) | Perú | Hernán Ramírez, Pereira                                |                                                        |
|                      | Higuita 71' |           |      | Asistencia: 16.200 espectadores Árbitro(s): Jesús Díaz | Asistencia: 16.200 espectadores Árbitro(s): Jesús Díaz |

| 3 de febrero de 1989 | Colombia sub-20 | 0:3 (0:2) | Chile                                | Hernán Ramírez, Pereira                                  |                                                          |
|                      |                 |           | Letelier 23' 59' · Moreno 33' (a.g.) | Asistencia: 16.200 espectadores Árbitro(s): J. J. Torres | Asistencia: 16.200 espectadores Árbitro(s): J. J. Torres |

### Tercera fecha
| 5 de febrero de 1989 | Colombia  | 1:0 (0:0) | Chile | Centenario, Armenia                                      |                                                          |
|                      | Redín 63' |           |       | Asistencia: 10.367 espectadores Árbitro(s): J. J. Torres | Asistencia: 10.367 espectadores Árbitro(s): J. J. Torres |

| 5 de febrero de 1989 | Colombia sub-20 | 1:1 (0:1) | Perú        | Centenario, Armenia                                       |                                                           |
|                      | Osorio 60'      |           | Cordero 12' | Asistencia: 10.367 espectadores Árbitro(s): Armando Pérez | Asistencia: 10.367 espectadores Árbitro(s): Armando Pérez |

| Colombia                   |
| Campeón Selección Colombia |

### Goleadores
| Jugador              | Equipo          | Goles |
| -------------------- | --------------- | ----- |
| Juan Carlos Letelier | Chile           | 2     |
| Diego León Osorio    | Colombia sub-20 | 2     |